# 趙傳
趙柏鈞（英語：Chief Chao Chuan，1961年6月18日—），藝名趙傳，台灣男歌手，以嗓音高亢闻名。

## 生平
趙柏鈞出生於嘉義，祖籍廣西省龍茗縣天等鎮（現廣西壯族自治區天等縣）。
1986年籌組紅十字樂團，1986年該團獲得「功學社熱門音樂大賽」冠軍（註：此音樂大賽更名後於1988年舉辦「第一屆全國熱門音樂大賽」，簡稱：熱音賽）。1989年加盟滾石唱片，代表作歌曲包括〈我是一隻小小鳥〉、〈我終於失去了你〉、〈我很醜，可是我很溫柔〉、〈愛要怎麼說出口〉等。1991年榮獲第3屆金曲獎最佳國語男歌手獎、最佳音樂錄影帶獎（〈粉墨登場〉）。
2002年離開滾石唱片，2010年成立「旋風音樂」，2012年推出專輯《音樂武俠》。2014年，趙傳出道邁向25年，宣布在6月13日發行新歌加精選專輯《一顆滾石的25年》，收錄25首歌曲，並以新歌〈一顆滾石〉感恩滾石唱片，另外還把自己的招牌歌曲製作為電音版本，堪稱是個人音樂史上一大創舉。
2015年趙傳參加《隱藏的歌手》之錄製，為第七期之原唱歌手。2016年參加湖南衛視《我是歌手》第四季，為首發歌手八人之一。2016年10月，以「請叫我鬥牛士」身分參加江蘇衛視《蒙面唱將猜猜猜》錄製。

## 個人生活
1998年與上海人李秉蓁結婚，兩人育有二女一子，2010年兩人協議離婚。

## 徒弟
- 黃嘉千
- 珍妮佛

## 音樂作品

### 國語專輯
- 1988年11月05日 《我很醜，可是我很溫柔》
- 1989年05月20日 《我終於失去了妳》
- 1990年 《我是一隻小小鳥》
- 1991年 《趙傳四》
- 1993年 《約定》
- 1994年 《愛我就給我》
- 1995年 《當初應該愛你》
- 1999年10月09日 《勇敢一點》
- 2001年03月16日 《那個傻瓜愛過你》
- 2012年 《音樂武俠》
- 2017年 《你過得還好嗎》
- 2021年 《老不休》

### 英語專輯
- 1991年 《You Are Always On Mind》

### 台語專輯
- 1996年 《黑暗的英雄》

### 精選輯
- 1994年 《精挑細選》
- 2000年 《趙傳奇》
- 2002年 《愛上原味·趙傳》
- 2003年 《滾石香港黃金十年·趙傳精選》
- 2014年 《一顆滾石的25年》

### EP
- 1997年 《深海》
- 2010年 《最初》
- 2017年 《逆風飛行》

### 單曲
- 1988年 英勇勳章【電影《紅葉小巨人》主題曲】
- 1994年 何處見青天(粵)
- 1996年 滾熱的心【中華職籃主題曲】
- 1997年 希望之星【迪士尼第35部經典動畫《大力士》國際中文版主題曲】
- 2017年 感謝你 【電影《海墘新路》主題曲】

## 演出作品

### 電視劇
- 1997年：TVBS-G《在相逢的季節》飾 林拓
- 2015年：《天使的城》飾 關山

### 電影
- 1997年：《愛情麻辣燙》 飾 酒吧老闆
- 2006年：《午夜照相館》 飾 老馬

### 綜藝節目來賓
- 2013年：《華人星光大道2》
- 2014年：《夢想星搭檔 第二季》
- 2015年：《天天向上》
- 2015年：《超級歌單》
- 2015年：《隱藏的歌手》
- 2016年：《我是歌手第四季》
- 2016年：《蒙面唱将猜猜猜 (第一季)》
- 2017年：《我想和你唱 (第二季)》
- 2018年：《異口同聲》
- 2019年：《中歌會》
- 2021年：《全民星攻略》
- 2022年：《來吧！營業中》
- 2022年：《飢餓遊戲》

## 主持作品

### 廣播節目
- 《台北廣播電台》：2021年《傳秦歌-我的音樂年代》

## 獎項

### 金曲獎
| 年份   | 頒獎典禮    | 獎項                     | 作品                           | 結果 |
| 1990年 | 第1屆金曲獎 |                          |                                |      |
| 1990年 | 第1屆金曲獎 | 最佳年度歌曲獎           | 〈我很醜，可是我很溫柔〉       | 提名 |
| 1990年 | 第1屆金曲獎 | 最佳單曲歌唱錄影帶影片獎 | 〈我很醜，可是我很溫柔〉       | 提名 |
| 1990年 | 第1屆金曲獎 | 最佳單曲歌唱錄影帶導演獎 | 王仁里〈我很醜，可是我很溫柔〉 | 提名 |
| 1991年 | 第3屆金曲獎 |                          |                                |      |
| 1991年 | 第3屆金曲獎 | 最佳年度歌曲獎           | 〈我是一隻小小鳥〉             | 提名 |
| 1991年 | 第3屆金曲獎 | 最佳年度歌曲獎           | 〈粉墨登場〉                   | 提名 |
| 1991年 | 第3屆金曲獎 | 最佳國語歌曲男演唱人獎   | 《我是一隻小小鳥》             | 獲獎 |
| 1991年 | 第3屆金曲獎 | 最佳單曲歌唱錄影帶影片獎 | 〈粉墨登場〉                   | 獲獎 |
| 1991年 | 第3屆金曲獎 | 最佳作曲人獎             | 李宗盛〈我是一隻小小鳥〉       | 提名 |
| 1991年 | 第3屆金曲獎 | 最佳國語歌曲作詞人獎     | 李宗盛〈我是一隻小小鳥〉       | 提名 |
| 1996年 | 第7屆金曲獎 | 最佳國語歌曲男演唱人獎   | 《當初應該愛你》               | 提名 |
| 1997年 | 第8屆金曲獎 | 最佳方言歌曲男演唱人獎   | 《黑暗的英雄》                 | 提名 |

## 外部連結
- （繁體中文）趙傳的Facebook專頁